# Mac OS X v10.4
Mac OS X v10.4 Tiger（マック オーエス テン バージョンじってんよん タイガー）は、Appleが開発・販売したMac OS Xの5番目のバージョンである。バージョンナンバーは10.4。愛称は、コードネームでもある“Tiger”（タイガー）。Mac OS X v10.3の後継であり、PowerPC版でClassic環境が使える最後のOSとなった。
2005年4月12日公式発表され、同年4月29日に発売開始された。最終セキュリティアップデートは、2009年9月10日にリリースされた Security Update 2009-005である。対応するSafariのセキュリティアップデートは、2010年11月のSafari  4.1.3まで提供された。

## 新機能
Spotlight
高速なメタデータ検索を提供し、さまざまなアプリケーションが恩恵を受けることができる。メニューバーから利用できるほか、Finder、Mail、アドレスブック、システム環境設定に統合されている。
Dashboard
ウィジェットを利用できる機能。Exposéと同様に、特定のキーを押すか、マウスのボタンやデスクトップのコーナーに機能を割り当てることでデスクトップに現れる。
Safari RSS
SafariがRSSを組み込み対応、独自の記事リストを作成する。
Mail
Spotlightを統合。インターフェイスが大きく変更された。写真のスライドショー、アカウント設定アシスタント、接続診断機能などが新たに追加された。
Automator
かねて存在したAppleScriptの操作を視覚的に扱うことができるワークフロー作成ソフト。
QuickTime 7
H.264ビデオコーデック標準を搭載。
プレビュー
PDFファイルにブックマークやコメントを挿入したり、フォームに入力することができるようになった。イメージのカラーや露出を調整する機能も追加された。
.Mac Sync
同期強化。設定情報を.Macを通じてMac間で共有する。
VoiceOver
ユニバーサルアクセス機能の強化。フルキーボードアクセス、email読み上げ（英文）など。
ペアレンタルコントロール
Mail, Safari, iChatなどのアプリケーションやシステム環境設定の変更に制限を設けることができる。
64ビット化
POSIXと数値演算ライブラリ (MathLib及びVecLib)が64ビット化。64ビット（16 EB）の仮想メモリが利用でき、最大で4 TBの物理メモリが扱える。CocoaおよびCarbonアプリケーションは32ビットのままである。
コマンドラインからのリソースフォーク制御の強化、仮想メモリの一時データ非表示、古いMacから移行するためのセットアップアシスタントが付属するようになった。その他、Grapher、Dictionary、Quartz Compositor、AU Labなどのアプリケーションが新規に追加された。
開発環境
XcodeがGCC 4.0に対応。

### テクノロジー
- Core Data - SQLiteを利用した開発者向けフレームワーク。データモデルの補完を行う。
- Core Image/Core Video - GPUのシェーダを利用して、イメージのフィルタ処理を行う。
- launchd - 端末の初期化、サービスの管理機構。init, inetd, cronの置き換え
- Uniform Type Identifier (UTI)- データ型の判別に利用される。
- ファイルシステムの拡張 - アクセス制御リストのサポート、HFS+での大文字小文字の区別
- Kernel Programming Interface (KPI) - カーネル機能拡張 (kext)はKPIを通じてカーネルにリンクする仕様に変更、マルチCPU環境への最適化が進んだ。

## 対応環境／システム条件
インストール可能な最低限のハードウェア環境は下記の通りであるが、システムにコンポーネントされた機能の全てを使用するにはPowerPC G4 1GHz以上が必要である。Core Image非対応のマシンではDashboardの表示が簡略化されるが、機能に差はない。
- プロセッサ - PowerPC G3/G4/G5, Intel Core/Intel Core 2, Xeon
- FireWireが内蔵
- RAM - 256 MB以上
- ビデオカード内蔵
- ハードディスク容量 -  3 GB以上

## バージョン履歴
- Mac OS X v10.4.0 (build 8A428)、2005年4月29日
- Mac OS X v10.4.1 (build 8B15)、2005年5月16日
- Mac OS X v10.4.2 (build 8C46)、2005年7月12日
- Mac OS X v10.4.3 (build 8F46)、2005年10月31日

以下、build番号は、PowerPC版、Intel版の順。
- Mac OS X v10.4.4 (build 8G32, 8G1165)、2006年1月10日
- Mac OS X v10.4.5 (build 8H14, 8G1454)、2006年2月14日
- Mac OS X v10.4.6 (build 8I127, 8I1119)、2006年4月3日
- Mac OS X v10.4.7 (build 8J135, 8J2135a)、2006年7月27日
- Mac OS X v10.4.8 (build 8L127, 8L2127)、2006年9月29日
- Mac OS X v10.4.9 (build 8P135, 8P2137)、2007年3月13日
- Mac OS X v10.4.10 (build 8R218, 8R2218)、2007年6月20日
- Mac OS X v10.4.11 (build 8S165, 8S2167)、2007年11月14日
- その他、セキュリティアップデートなど。